# Valéry Müller
Pour les articles homonymes, voir Müller.
Valéry Désiré Louis Müller né le 23 avril 1873 à Elbeuf et mort le 26 mai 1917 au Perreux, est un artiste peintre, dessinateur, caricaturiste, illustrateur et journaliste français.

## Biographie

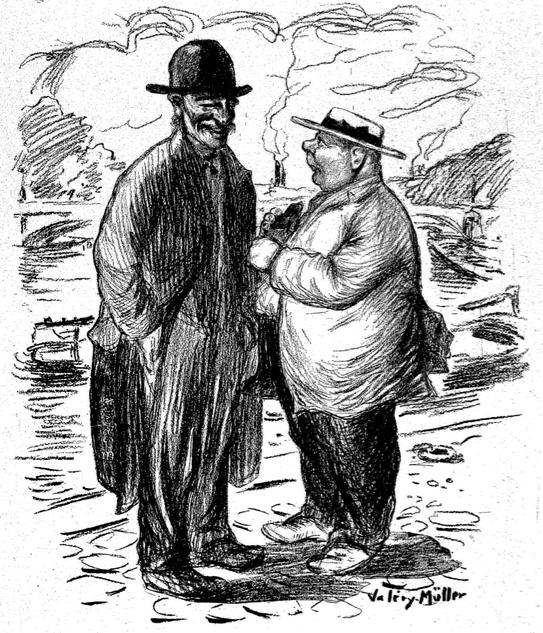
« Ambition irréalisable », dessin renvoyant à Camille Pelletan, alors ministre de la Marine, sympathisant des dockers grévistes et menacé d'être limogé (La Caricature, juillet 1903).

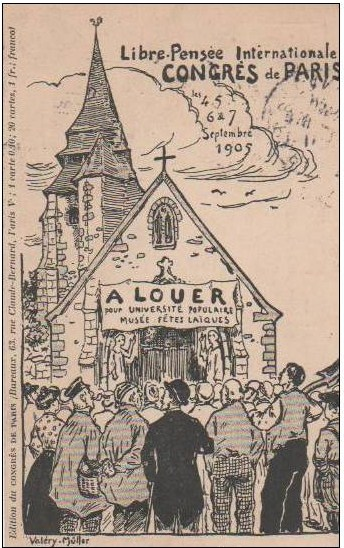
Carte postale militante en faveur du Congrès de Paris de la libre pensée (1905).

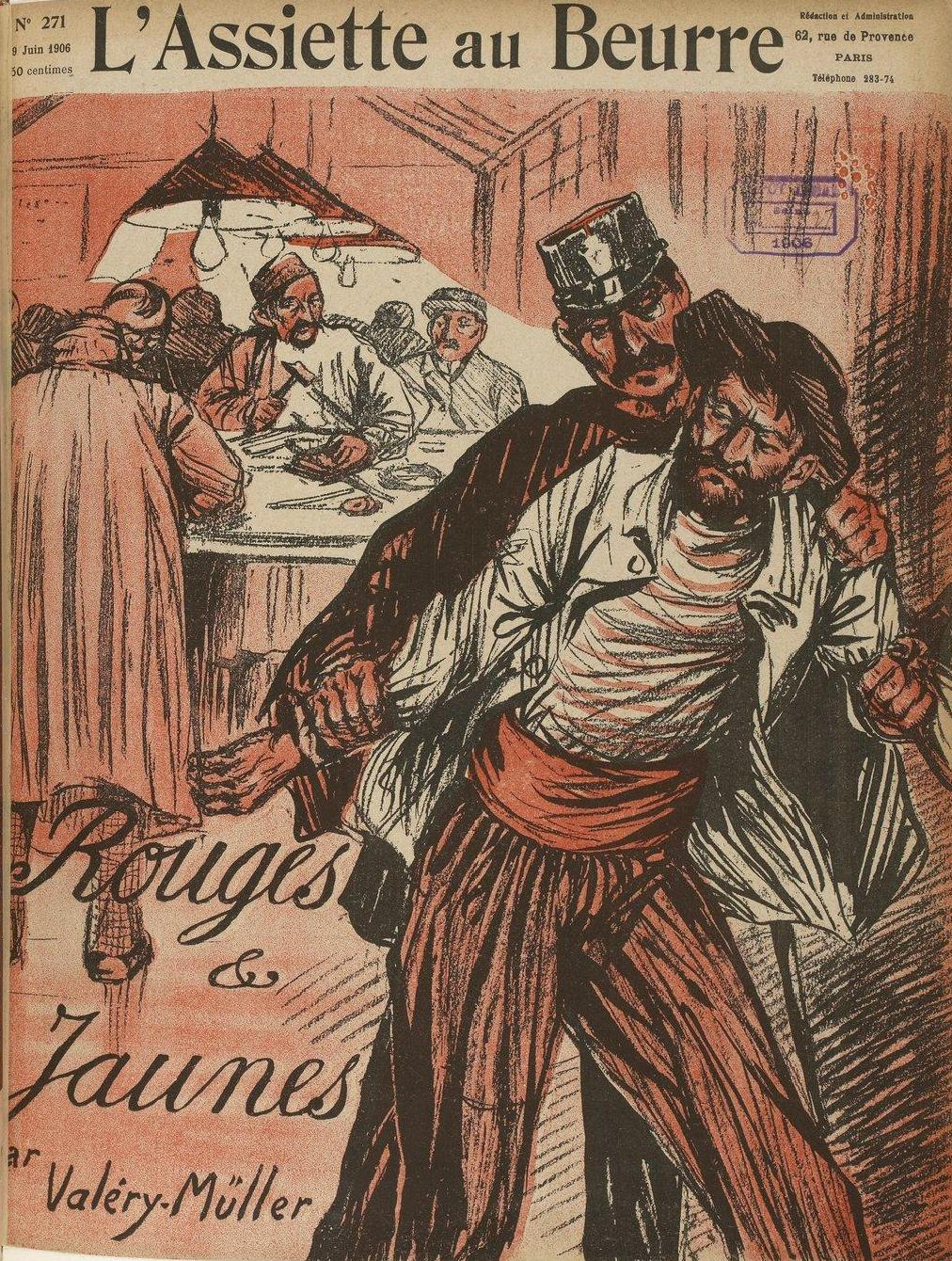
L'Assiette au beurre « rouges et jaunes » du 9 juin 1906.

Valéry Müller est le fils aîné du journaliste Louis Müller (Vitry-le-François, ?-1930), professeur à Elbeuf, puis rédacteur en chef du Petit-Rouennais devenu La Dépêche de Rouen et de Normandie. Il a six enfants, tous deviennent artiste et écrivain : après Valéry, Charles qui, entre autres, publie une série de pastiches littéraires avec Paul Reboux, puis André, chef des informations à l’Excelsior, Pierre, sculpteur formé par Alphonse Guilloux et critique d'art au Gil Blas, Louis, rédacteur des pages littéraires du Journal, et enfin une fille, connue sous le nom d'artiste de Mme Müller y Vivero, pianiste accomplie.
Valéry Müller entre à l’École des beaux-arts de Rouen, et reçoit l'enseignement de Philippe Zacharie et d'Edmond Lebel, et le complète par un séjour dans l'atelier parisien de Luc-Olivier Merson. Il rejoint la Société nationale des beaux-arts en 1904. Sa première grande exposition a lieu en 1905 à la salle Legrip, chez un important marchand de couleurs rouennais où il montre 14 toiles. Son style est d'abord marqué par celui de Joseph Delattre, puis par Robert Antoine Pinchon, deux maîtres postimpressionnistes de l’école de Rouen. Outre la gouache, il pratique le pastel pour représenter de nombreux paysages normands (estuaire, vallée, installation portuaire, bâtiment historique).
Parallèlement, il entame une carrière de critique littéraire, de journaliste et de caricaturiste. Avec son frère Victor, il fait un bref passage au secrétariat de chez Stock en 1901. Puis il livre quelques dessins à des périodiques comme Frou-Frou, Le Rire, La Caricature, Le Petit illustré amusant et Le Petit Français illustré (destiné à la jeunesse).
Dès 1902, Müller se montre sensible aux idées anarcho-syndicalistes, sans doute sous l'influence de son père qui était membre du parti radical-socialiste, dreyfusard et progressiste. De 1902 à 1909, il participe à l’Almanach illustré de la révolution, en lien avec Jean Grave, illustrant aussi des cartes postales militantes.
En 1903, il exécute quelques affiches pour Chaix et illustre quelques ouvrages à portée pédagogique.
En 1906, il compose un numéro entier de L'Assiette au beurre intitulé « Rouges et jaunes » , mettant en scène toute l’ambiguïté du militantisme syndical et ses limites à travers de puissants dessins où patrons et ouvriers déterminés (les rouges), à la suite des mouvements des grandes grèves des années 1900-1905, s'opposent sur la question des personnels non-syndiqués (les jaunes). Par ailleurs, il écrit aussi dans L'Humanité dont il est un temps le secrétaire, avant de prendre la direction d'un journal régional, L’Éclaireur de Dieppe.

### Vie privée
Valéry Müller se marie en décembre 1901 à Villiers-sur-Marne avec Charlotte Romary, la nièce du journaliste militant Henri Leyret (1864-1944) ; parmi les témoins l'on trouve le critique d'art Gustave Geffroy.
En 1916, il est mentionné comme habitant Le Perreux au 182 avenue de Bry.
Il meurt l'année suivante, âgé de 44 ans, trois ans après son frère Charles, mort pour la France.

## Œuvre

### Affiche
- La Loi du Talion par Arthur Bernède & Ch. Vayre La Bodinière, tous les soirs, impr. Chaix, 1903.

### Ouvrages illustrés
- Gustave Hervé, Histoire de la France et de l'Europe, l'enseignement pacifique par l'histoire, Paris, Bibliothèque d'éducation, 1903.

### Conservation
- Fonds de dessins, Département des Estampes de la BNF.
- L'Estacade, huile, acquise par la Ville de Paris en 1916.
- Bords de l'eau, huile, 55 x 75 cm, Fonds national d'art contemporain.